# دنديل
قرية دنديل هي إحدى القرى التابعة لمركز ناصر في محافظة بني سويف في جمهورية مصر العربية. حسب إحصاءات سنة 2006، بلغ إجمالي السكان في دنديل 11203 نسمة، منهم 5797 رجل و5406 امرأة.